# 法吉神社
法吉神社（ほっきじんじゃ）は島根県松江市法吉町に鎮座する神社である。

## 祭神
主祭神宇武加比比売命（うむかひひめのみこと）
配神天児屋根命、天太玉命
合殿（坡神社）思兼命
『出雲国風土記』島根郡法吉郷条に、宇武加比売命が法吉鳥（ほほきどり、ウグイスのこと）に変身してこの郷に飛んできて鎮座したためにこの地を法吉と呼ぶようになったという説話が描かれている。宇武加比売命は大国主の神話に登場する蛤貝比売（うむぎひめ）と同一神と見られる。
合殿となった坡神社（つつみ-）はもともとは神社の北方の比津町にある智者が池に鎮座していた祠である。

## 歴史
『出雲国風土記』島根郡条の在神祇官社「法吉社」この部分の、延喜式神名帳出雲国島根郡の「法吉神社」に比定される。
慶安元年（1648年）の棟札に「大森大明神」と記載されている。享保2年（1717年）の地誌『雲陽誌』には「大森明神」と記されている。明治5年（1872年）3月に郷社に列せられた。
旧社地は現社地の北東にあるうぐいす台の団地の裏手にあり、その側に「伝宇武加比売命御陵」とされた方墳があり、公園として整備されている。